# دايفيد كاغان
دايفيد كاغان (بالإنجليزية: David Kagan)‏ هو كاهن كاثوليكي أمريكي، ولد في 9 نوفمبر 1949 في وكغن في الولايات المتحدة.